# Az AFC Ajax 2014–2015-ös szezonja
A 2014-2015-ös szezon az AFC Ajax 59. szezonja az Eredivisie-ben, a holland labdarúgás legmagasabb osztályában. Az amszterdami csapat még mindig az elejétől kezdve jelen van az első osztályban. A csapat - tétmérkőzéseit magába foglaló - szezonja augusztus elején a Holland Szuperkupa döntőjével kezdődött és május közepén ért véget a bajnokság utolsó fordulójával. Ahogy eddig is, most is voltak barátságos mérkőzések a szezon kezdete előtt és télen.
A bajnokság idei szezonját címvédőként a második helyen zárták. Története során már a 18. ezüstérmet szerezte meg az Eredivisie-ben. A kupában sem diadalmaskodtak de még a tavalyi eredményt - döntőt - sem érték el, mivel már a nyolcaddöntőben kiestek. Részt vettek a Bajnokok Ligájában is, ez volt a 31. szezonjuk ezen a tornán. Ahogy az elmúlt szezonban sem, úgy most sem sikerült továbblépniük a csoportból és ismét csupán a harmadik helyet szerezték meg. Ennek következtében tavasszal az Európa Ligában folytatták, ahol egészen a nyolcaddöntőig jutottak el. Még az idény kezdete előtti nyáron lejátszott Holland Szuperkupa-döntőt is elbukták. Az utolsó 5 Szuperkupában részt vettek de ezekből ez volt a 4. amit elvesztettek. Ebben a szezonban tehát semmiben nem ért el sikert a csapat.
A szokásokat megtartva a szezon előtti nyáron is voltak eligazoló és érkező játékosok is. Az edzői poszton maradt a holland Frank de Boer.
A mérkőzéseknél látható színek a következőket jelölik:
- Piros szín: győzelem
- Sárga szín: döntetlen
- Zöld szín: vereség

## Csapat

### Csapatmezek
Gyártó: Adidas /
Mezszponzor: Aegon (2014 decemberéig) és Ziggo (2015 januárjától)
| Hazai | Vendég |

### Játékoskeret

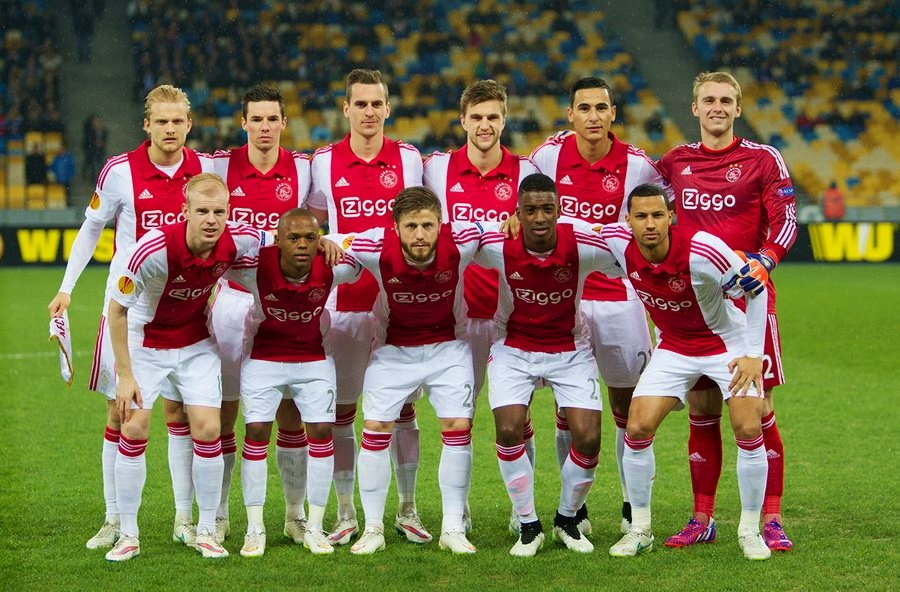
A csapat felállása egyik idegenbeli EL-mérkőzésükön Ukrajnában a Dnipro ellen

Íme az Ajax idei játékoskerete. Ezen a listán a csapat minden játékosa szerepel akik legalább 1 tétmérkőzésen pályára léptek. Akik csupán a barátságos mérkőzéseken jutottak szerephez, ők nem szerepelnek a listán. Ilyenek leginkább azok akik már a szezon első tétmérkőzése (Szuperkupa) előtt eligazoltak, vagy azok a fiatalok akik a szezon közben még a fiatalcsapatokban játszanak.
A játékosok nevei után a szezonban lejátszott tétmérkőzések és a szerzett gólok számai szerepelnek.
| Mez           | Ország        | Név                       | Pozíció   | Bajnokság | Bajnokság | Kupa     | Kupa    | Szuperkupa | Szuperkupa | Európa   | Európa  | Összesen | Összesen | Szerződés vége          | Szezon  |         |         |
| Mez           | Ország        | Név                       | Pozíció   | Mérkőzés  | Gólok     | Mérkőzés | Gólok   | Mérkőzés   | Gólok      | Mérkőzés | Gólok   | Mérkőzés | Gólok    | Szerződés vége          | Szezon  |         |         |
| KAPUSOK       | KAPUSOK       | KAPUSOK                   | KAPUSOK   | KAPUSOK   | KAPUSOK   | KAPUSOK  | KAPUSOK | KAPUSOK    | KAPUSOK    | KAPUSOK  | KAPUSOK | KAPUSOK  | KAPUSOK  | KAPUSOK                 | KAPUSOK | KAPUSOK | KAPUSOK |
| ------------- | ------------- | ------------------------- | --------- | --------- | --------- | -------- | ------- | ---------- | ---------- | -------- | ------- | -------- | -------- | ----------------------- | ------- | ------- | ------- |
| 1             | Hollandia     | Jasper Cillessen          | K         | 32        | 0         | 0        | 0       | 0          | 0          | 10       | 0       | 42       | 0        | 2018                    | 3.      |         |         |
| 33            | Hollandia     | Diederik Boer             | K         | 1         | 0         | 3        | 0       | 0          | 0          | 0        | 0       | 4        | 0        | 2015                    | 1.      |         |         |
|               | Hollandia     | Kenneth Vermeer           | K         | 1         | 0         | 0        | 0       | 1          | 0          | 0        | 0       | 2        | 0        | szezon közben eligazolt | 8.      |         |         |
| VÉDŐK         |               |                           |           |           |           |          |         |            |            |          |         |          |          |                         |         |         |         |
| 2             | Hollandia     | Ricardo van Rhijn         | JH        | 27        | 2         | 2        | 0       | 0          | 0          | 10       | 0       | 39       | 2        | 2018                    | 4.      |         |         |
| 3             | Hollandia     | Joël Veltman              | KH        | 24        | 4         | 1        | 0       | 0          | 0          | 8        | 0       | 33       | 4        | 2018                    | 3.      |         |         |
| 4             | Finnország    | Niklas Moisander          | KH        | 24        | 0         | 0        | 0       | 1          | 0          | 5        | 0       | 30       | 0        | 2015                    | 3.      |         |         |
| 5             | Dánia         | Nicolai Boilesen          | BH        | 22        | 0         | 0        | 0       | 1          | 0          | 8        | 0       | 31       | 0        | 2016                    | 5.      |         |         |
| 6             | Hollandia     | Mike van der Hoorn        | KH        | 15        | 2         | 2        | 0       | 1          | 0          | 4        | 1       | 22       | 3        | 2017                    | 2.      |         |         |
| 12            | Hollandia     | Jairo Riedewald           | BH        | 18        | 0         | 2        | 0       | 0          | 0          | 4        | 0       | 24       | 0        | 2016                    | 2.      |         |         |
| 23            | Hollandia     | Kenny Tete                | JH        | 5         | 0         | 0        | 0       | 0          | 0          | 0        | 0       | 5        | 0        | 2015                    | 1.      |         |         |
| 26            | Hollandia     | Nick Viergever            | BH / KH   | 25        | 2         | 3        | 0       | 1          | 0          | 9        | 1       | 38       | 3        | 2018                    | 1.      |         |         |
|               | Hollandia     | Ruben Ligeon              | JH        | 3         | 0         | 3        | 0       | 1          | 0          | 0        | 0       | 7        | 0        | kölcsönbe ment          | 3.      |         |         |
|               | Hollandia     | Stefano Denswil           | KH        | 1         | 0         | 3        | 0       | 0          | 0          | 2        | 0       | 6        | 0        | szezon közben eligazolt | 3.      |         |         |
| KÖZÉPPÁLYÁSOK |               |                           |           |           |           |          |         |            |            |          |         |          |          |                         |         |         |         |
| 8             | Hollandia     | Daley Sinkgraven          | TKP       | 10        | 0         | 0        | 0       | 0          | 0          | 4        | 0       | 14       | 0        | 2020                    | 1.      |         |         |
| 10            | Hollandia     | Davy Klaassen             | TKP       | 29        | 6         | 3        | 0       | 1          | 0          | 10       | 2       | 43       | 8        | 2018                    | 4.      |         |         |
| 16            | Dánia         | Lucas Andersen            | TKP / SZT | 26        | 2         | 2        | 1       | 1          | 0          | 7        | 1       | 36       | 4        | 2016                    | 3.      |         |         |
| 25            |               | Thulani Serero            | VKP / TKP | 28        | 1         | 2        | 0       | 1          | 0          | 9        | 0       | 40       | 1        | 2017                    | 4.      |         |         |
| 27            | Hollandia     | Riechedly Bazoer          | VKP       | 17        | 1         | 1        | 0       | 0          | 0          | 4        | 1       | 22       | 2        | 2016                    | 1.      |         |         |
| 32            | Dánia         | Niki Zimling (kölcsönben) | VKP       | 9         | 0         | 0        | 0       | 0          | 0          | 3        | 0       | 12       | 0        | 2015                    | 1.      |         |         |
|               | Hollandia     | Daley Blind               | VKP       | 3         | 0         | 0        | 0       | 0          | 0          | 0        | 0       | 3        | 0        | szezon közben eligazolt | 6.      |         |         |
|               | Hollandia     | Lerin Duarte              | TKP       | 4         | 0         | 2        | 1       | 0          | 0          | 0        | 0       | 6        | 1        | kölcsönbe ment          | 2.      |         |         |
| TÁMADÓK       |               |                           |           |           |           |          |         |            |            |          |         |          |          |                         |         |         |         |
| 7             | dánia         | Viktor Fischer            | SZT       | 4         | 3         | 0        | 0       | 0          | 0          | 0        | 0       | 4        | 3        | 2017                    | 3.      |         |         |
| 9             | Izland        | Kolbeinn Sigthórsson      | KCS       | 20        | 7         | 0        | 0       | 1          | 0          | 5        | 0       | 26       | 7        | 2016                    | 4.      |         |         |
| 11            | Hollandia     | Ricardo Kishna            | SZT       | 25        | 5         | 3        | 1       | 1          | 0          | 8        | 0       | 37       | 6        | 2016                    | 2.      |         |         |
| 19            | Lengyelország | Arkadiusz Milik           | KCS       | 21        | 11        | 3        | 8       | 1          | 0          | 9        | 4       | 34       | 23       | 2019                    | 1.      |         |         |
| 20            | Dánia         | Lasse Schøne              | TKP       | 28        | 8         | 0        | 0       | 1          | 0          | 8        | 3       | 37       | 11       | 2015                    | 3.      |         |         |
| 21            | Hollandia     | Anwar El Ghazi            | SZT       | 31        | 9         | 2        | 0       | 1          | 0          | 9        | 1       | 43       | 10       | 2019                    | 1.      |         |         |
| 30            | Hollandia     | Richairo Živković         | KCS       | 7         | 1         | 2        | 1       | 0          | 0          | 2        | 0       | 11       | 2        | 2017                    | 1.      |         |         |
| 34            | Hollandia     | Queensy Menig             | SZT / KCS | 3         | 0         | 2        | 1       | 0          | 0          | 0        | 0       | 5        | 1        | 2019                    | 1.      |         |         |

### Vezetők
| Poszt         | Személy           |
| ------------- | ----------------- |
| Csapat elnöke | Hennie Henrichs   |
| Vezetőedző    | Frank de Boer     |
| Segédedzők    | Dennis Bergkamp   |
| Segédedzők    | Hennie Spijkerman |
| Kapusedző     | Carlo L'Ami       |

## Érkező és távozó játékosok

### Érkezők
Ezen szezonban összesen 6 játékost igazoltak és 2 játékost vettek kölcsön. A leigazolt játékosok közül hárman léptek pályára legalább 1 tétmérkőzésen, a kölcsönbe érkezők közül pedig mindketten. A legdrágábban érkező játékost Daley Sinkgraven volt aki a télen érkezett Amszterdamba. Viszont a legjobb igazolás a kölcsönbe érkező lengyel csatár, Arkadiusz Milik lett aki csapaton belüli gólkirályként végzett. A szezon utáni nyáron végleg le is igazolták őt.  
| LEIGAZOLT JÁTÉKOSOK | LEIGAZOLT JÁTÉKOSOK | LEIGAZOLT JÁTÉKOSOK | LEIGAZOLT JÁTÉKOSOK | LEIGAZOLT JÁTÉKOSOK |
| Játékos neve        | Pozíció             | Dátum               | Előző klub          | Összeg              |
| ------------------- | ------------------- | ------------------- | ------------------- | ------------------- |
| Daley Sinkgraven    | középpályás         | 2015 január         | SC Heerenveen       | 6,5 millió €        |
| André Onana         | kapus               | 2015 január         | FC Barcelona        | ingyen              |
| Richairo Živković   | középcsatár         | 2014 nyara          | FC Groningen        | 2,5 millió €        |
| Nick Viergever      | hátvéd              | 2014 nyara          | AZ Alkmaar          | 2 millió €          |
| Diederik Boer       | kapus               | 2014 nyara          | PEC Zwolle          | 750 ezer €          |
| Robert Murić        | középcsatár         | 2014 nyara          | GNK Dinamo Zagreb   | ingyen              |

| KÖLCSÖNBE ÉRKEZETT JÁTÉKOSOK | KÖLCSÖNBE ÉRKEZETT JÁTÉKOSOK | KÖLCSÖNBE ÉRKEZETT JÁTÉKOSOK | KÖLCSÖNBE ÉRKEZETT JÁTÉKOSOK | KÖLCSÖNBE ÉRKEZETT JÁTÉKOSOK |
| Játékos neve                 | Pozíció                      | Eredeti klub                 | Kölcsönidőszak vége          |                              |
| ---------------------------- | ---------------------------- | ---------------------------- | ---------------------------- | ---------------------------- |
| Arkadiusz Milik              | középcsatár                  | Bayer 04 Leverkusen          | 2015 június 30.              |                              |
| Niki Zimling                 | középpályás                  | FSV Mainz                    | 2015 június 30.              |                              |

### Távozók
Íme azon játékosok listája akik a szezon előtti nyáron, vagy télen eligazoltak vagy kölcsönbe mentek más csapatokhoz. A legtöbb pénzt egy saját nevelésű holland hátvédért, Daley Blindért fizették. Ő és még két másik játékos Manchesterbe mentek. 
| ELIGAZOLT JÁTÉKOSOK | ELIGAZOLT JÁTÉKOSOK | ELIGAZOLT JÁTÉKOSOK | ELIGAZOLT JÁTÉKOSOK | ELIGAZOLT JÁTÉKOSOK |
| Játékos neve        | Pozíció             | Dátum               | Következő klub      | Összeg              |
| ------------------- | ------------------- | ------------------- | ------------------- | ------------------- |
| Tobias Sana         | támadó              | 2015 január         | Malmö FF            | ingyen              |
| Stefano Denswil     | hátvéd              | 2015 január         | Club Brugge         | ingyen              |
| Daley Blind         | hátvéd              | 2014 augusztus      | Manchester United   | 17,5 millió €       |
| Siem de Jong        | középpályás         | 2014 augusztus      | Newcastle           | 7 millió €          |
| Danny Hoesen        | középcsatár         | 2014 augusztus      | FC Groningen        | 1,5 millió €        |
| Kenneth Vermeer     | kapus               | 2014 augusztus      | Feyenoord           | 1 millió €          |
| Djavan Anderson     | hátvéd              | 2014 augusztus      | AZ Alkmaar          | 200 ezer €          |
| Timothy Fosu-Mensah | hátvéd              | 2014 augusztus      | Manchester United   | 130 ezer €          |
| Javairo Dilrosun    | támadó              | 2014 augusztus      | Manchester City     | 130 ezer €          |
| Mink Peeters        | támadó              | 2014 július         | Real Madrid         | 110 ezer €          |
| Jody Lukoki         | szélső támadó       | 2014 július         | PEC Zwolle          | ingyen              |
| Christian Poulsen   | középpályás         | 2014 július         | FC København        | ingyen              |
| Mitchell Dijks      | hátvéd              | 2014 július         | Willem Tilburg      | ingyen              |

| KÖLCSÖNBE ADOTT JÁTÉKOSOK | KÖLCSÖNBE ADOTT JÁTÉKOSOK | KÖLCSÖNBE ADOTT JÁTÉKOSOK | KÖLCSÖNBE ADOTT JÁTÉKOSOK | KÖLCSÖNBE ADOTT JÁTÉKOSOK |
| Játékos neve              | Pozíció                   | Jelenlegi klub            | Kölcsönidőszak vége       |                           |
| ------------------------- | ------------------------- | ------------------------- | ------------------------- | ------------------------- |
| Lerin Duarte              | középpályás               | SC Heerenveen             | 2015. július 1.           |                           |
| Ruben Ligeon              | hátvéd                    | NAC Breda                 | 2015. július 1.           |                           |
| Sheraldo Becker           | szélső támadó             | PEC Zwolle                | 2015. július 1.           |                           |
| Mickey van der Hart       | kapus                     | Go Ahead Eagles           | 2015. július 1.           |                           |
| Dejan Meleg               | középpályás               | SC Cambuur                | 2015. július 1.           |                           |
| Fabian Sporkslede         | középpályás               | Willem Tilburg            | 2015. július 1.           |                           |
| Lesly de Sa               | szélső támadó             | Go Ahead Eagles           | 2015. július 1.           |                           |
| Bas Kuipers               | hátvéd                    | SBV Excelsior             | 2015. július 1.           |                           |

## Felkészülési mérkőzések

### Nyári felkészülés
| 2014. június 28. 14:00 |

| SDC Putten     | 1 – 13              | AFC Ajax |
| -------------- | ------------------- | --- |
| Sedan Ozan 83' | (0 – 5) Jegyzőkönyv | Viergever 11' Andersen 32' Sheraldo Becker 39' Arkadius Milik 41' Siem de Jong 42' Anwar El Ghazi 48' 51' 81' Damon Mirani 50' El Hasnaoui 59' Rubern Ligeon 78' Sigthórsson 85' Tobias Sana 87' |

| Sportpark Puttereg, Putten Nézőszám: 4.000 Játékvezető: Gerrit Fikkert (holland) |

| 2014. július 5. 15:00 |

| Wacker Innsbruck      | 1 – 5               | AFC Ajax                                                                               |
| --------------------- | ------------------- | -------------------------------------------------------------------------------------- |
| Thomas Hirschhofer 5' | (1 – 4) Jegyzőkönyv | Rubern Ligeon 2' Klaassen 7' Lerin Duarte 13' Arkadius Milik 31' Richairo Živković 46' |

| Silberstadt Arena, Schwaz |

| 2014. július 12. 11:00 |

| AFC Ajax                                                                       | 6 – 0               | SV Hönnepel-Niedermörmter |
| ------------------------------------------------------------------------------ | ------------------- | ------------------------- |
| Thulani Serero 39' Sigthórsson 42' 58' Anwar El Ghazi 82' 83' Danny Bakker 90' | (2 – 0) Jegyzőkönyv |                           |

| De Toekomst, Amszterdam |

| 2014. július 12. 14:30 |

| Aalborg BK                                            | 2 – 2               | AFC Ajax                          |
| ----------------------------------------------------- | ------------------- | --------------------------------- |
| Enevoldsen 22' Nicklas Helenius Jensen 84' (11-esből) | (1 – 1) Jegyzőkönyv | Lasse Schøne 38' Danny Bakker 76' |

| Sportpark Middelmors, Rijnsburg |

| 2014. július 19. 11:00 |

| Achilles'29        | 1 – 2               | AFC Ajax                       |
| ------------------ | ------------------- | ------------------------------ |
| Thijs Hendriks 75' | (0 – 1) Jegyzőkönyv | Lesly de Sa 7' Tobias Sana 72' |

| Sportpark De Stockakker, De Lutte |

| 2014. július 19. 14:30 |

| AFC Ajax                                                         | 3 – 1               | Real Sociedad          |
| ---------------------------------------------------------------- | ------------------- | ---------------------- |
| Arkadius Milik 14' Iñigo Martínez 75' (öngól) Anwar El Ghazi 90' | (1 – 1) Jegyzőkönyv | Alfreð Finnbogason 10' |

| De Boshoek, Hardenberg |

| Eusebio-kupa 2014. július 26. 20:45 |

| Benfica Lisabon | 0 – 1               | AFC Ajax           |
| --------------- | ------------------- | ------------------ |
|                 | (0 – 1) Jegyzőkönyv | Ricardo Kishna 41' |

| Estádio da Luz, Lisszabon Nézőszám: 25.240 |

### Téli felkészülés
| 2015. január 10. 15:30 |

| Schalke 04 | 0 - 2               | AFC Ajax                              |
| ---------- | ------------------- | ------------------------------------- |
|            | (0 - 0) Jegyzőkönyv | Arkadius Milik 65' Anwar El Ghazi 93' |

| Katar Sport Club, Doha Nézőszám: 300 |

## Idei tétmérkőzések
Íme az Ajax idei tétmérkőzéseinek listája

### Holland-Szuperkupa
| 2014. augusztus 3. 18:00 |

| PEC Zwolle                                                          | 1 – 0               | AFC Ajax      |
| ------------------------------------------------------------------- | ------------------- | ------------- |
| Nijland 55' Van Polen 52' Rienstra 54' Van Hintum 83' Ioannidis 90' | (0 – 0) Jegyzőkönyv | Moisander 45' |

| Amsterdam ArenA, Amszterdam Nézőszám: 42.000 Játékvezető: Danny Makkelie (holland) |

### Eredivisie
| 1. forduló 2014. augusztus 10. 14:30 |

| AFC Ajax                                                      | 4 – 1               | Vitesse Arnhem            |
| ------------------------------------------------------------- | ------------------- | ------------------------- |
| Viergever 40' Schöne 48' 87' Van der Hoorn 62' 83' Ligeon 43' | (1 – 0) Jegyzőkönyv | Vejinovic 84' Wallace 47' |

| Amsterdam ArenA, Amszterdam Nézőszám: 48.494 Játékvezető: Pol van Boekel (holland) |

| 2. forduló 2014. augusztus 17. 12:30 |

| AZ Alkmaar                                           | 1 – 3               | AFC Ajax                                                           |
| ---------------------------------------------------- | ------------------- | ------------------------------------------------------------------ |
| Berghuis 50' Wuytens 75' Gouweleeuw 90' Hupperts 90' | (0 – 1) Jegyzőkönyv | Klaassen 15' Schöne 69' El Ghazi 90' Sigthórsson 37' Moisander 90' |

| AFAS-Stadion, Alkmaar Nézőszám: 16.011 Játékvezető: Kevin Blom (holland) |

| 3. forduló 2014. augusztus 24. 16:45 |

| AFC Ajax     | 1 – 3               | PSV Eindhoven                                      |
| ------------ | ------------------- | -------------------------------------------------- |
| El Ghazi 16' | (1 – 0) Jegyzőkönyv | Depay 52' 61' Narsingh 64' Jozefzoon 86' Rekik 12' |

| Amsterdam ArenA, Amszterdam Nézőszám: 51.513 Játékvezető: Björn Kuipers (holland) |

| 4. forduló 2014. augusztus 31. 14:30 |

| FC Groningen               | 2 – 0               | AFC Ajax     |
| -------------------------- | ------------------- | ------------ |
| Botteghin 48' De Leeuw 87' | (0 – 0) Jegyzőkönyv | Boilesen 36' |

| Euroborg, Groningen Nézőszám: 21.740 Játékvezető: Bas Nijhuis (holland) |

| 5. forduló 2014. szeptember 13. 18:30 |

| AFC Ajax                    | 2 – 1               | Heracles Almelo |
| --------------------------- | ------------------- | --------------- |
| Milik 1' 45' 74' Duarte 90' | (2 – 0) Jegyzőkönyv | Weghorst 86'    |

| Amsterdam ArenA, Amszterdam Nézőszám: 47.408 Játékvezető: Richard Liesveld (holland) |

| 6. forduló 2014. szeptember 21. 14:30 |

| Feyenoord | 0 – 1               | AFC Ajax                   |
| --------- | ------------------- | -------------------------- |
|           | (0 – 1) Jegyzőkönyv | Van Rhijn 5' Viergever 73' |

| De Kuip, Rotterdam Nézőszám: 47.000 Játékvezető: Kevin Blom (holland) |

| 7. forduló 2014. szeptember 27. 18:30 |

| NAC Breda                              | 2 – 5               | AFC Ajax                                                                   |
| -------------------------------------- | ------------------- | -------------------------------------------------------------------------- |
| Perica 60' 76' Amieux 53' De Kamps 55' | (0 – 3) Jegyzőkönyv | Van Rhijn 27' Sigthórsson 29' 38' 89' Veltman 65' Andersen 60' Sigthórsson |

| Rat Verlegh, Breda Nézőszám: 18.900 Játékvezető: Reinold Wiedemeijer (holland) |

| 8. forduló 2014. október 5. 16:45 |

| AFC Ajax                 | 0 – 0               | PEC Zwolle              |
| ------------------------ | ------------------- | ----------------------- |
| Zimling 40' Klaassen 70' | (0 – 0) Jegyzőkönyv | Thomas 32' Rienstra 35' |

| Amsterdam ArenA, Amszterdam Nézőszám: 49.892 Játékvezető: Bas Nijhuis (holland) |

| 9. forduló 2014. október 18. 20:45 |

| Twente Enschede           | 1 – 1               | AFC Ajax                    |
| ------------------------- | ------------------- | --------------------------- |
| Corona 17' Castaignos 56' | (1 – 0) Jegyzőkönyv | Sigthórsson 71' Veltman 56' |

| Grolsch Veste, Enschede Nézőszám: 30.000 Játékvezető: Pol van Boekel (holland) |

| 10. forduló 2014. október 25. 20:45 |

| AFC Ajax                          | 3 – 1               | Go Ahead Eagles              |
| --------------------------------- | ------------------- | ---------------------------- |
| El Ghazi 10' Milik 55' Schöne 75' | (1 – 1) Jegyzőkönyv | Lewis 28' Van der Linden 86' |

| Amsterdam ArenA, Amszterdam Nézőszám: 49.446 Játékvezető: Pieter Vink (holland) |

| 11. forduló 2014. november 1. 18:30 |

| AFC Ajax                                | 4 – 0               | FC Dordrecht                          |
| --------------------------------------- | ------------------- | ------------------------------------- |
| Schöne 21' 65' Veltman 69' Andersen 75' | (1 – 0) Jegyzőkönyv | Lieder 8' Haddad 18' Lima 62′ Ojo 63' |

| Amsterdam ArenA, Amszterdam Nézőszám: 50.760 Játékvezető: Ed Janssen (holland) |

| 12. forduló 2014. november 9. 12:30 |

| SC Cambuur                             | 2 – 4               | AFC Ajax                                |
| -------------------------------------- | ------------------- | --------------------------------------- |
| Seblecki 2' Ogbeche 90' (11-esből) 43' | (1 – 2) Jegyzőkönyv | Milik 19' 60' Klaassen 23' El Ghazi 78' |

| Cambuur Stadion, Cambuur Nézőszám: 10.000 Játékvezető: Danny Makkelie (holland) |

| 13. forduló 2014. november 22. 20:45 |

| AFC Ajax                                                                | 4 – 1               | SC Heerenveen                                |
| ----------------------------------------------------------------------- | ------------------- | -------------------------------------------- |
| Sinkgraven 66' (öngól) El Ghazi 72' Kishna 73' 73' Milik 84' (11-esből) | (0 – 1) Jegyzőkönyv | Slagveer 18' 43′ Van den Berg 32' Otigba 83' |

| Amsterdam ArenA, Amszterdam Nézőszám: 50.946 Játékvezető: Kevin Blom (holland) |

| 14. forduló 2014. november 30. 12:30 |

| ADO Den Haag                                          | 1 – 1               | AFC Ajax                      |
| ----------------------------------------------------- | ------------------- | ----------------------------- |
| Kramer 85' 85' Wormgoor 41' Zuiverloon 90' Jansen 90′ | (0 – 1) Jegyzőkönyv | Klaassen 8' 32' Viergever 90' |

| Kyocera Stadion, Hága Nézőszám: 14.657 Játékvezető: Serdar Gözübüyük (holland) |

| 15. forduló 2014. december 6. 20:45 |

| AFC Ajax                                               | 5 – 0               | Willem Tilburg                               |
| ------------------------------------------------------ | ------------------- | -------------------------------------------- |
| Sigthórsson 14' Milik 21' 43' Veltman 31' Klaassen 57' | (4 – 0) Jegyzőkönyv | Messaoud 15' Dijks 35' Wuytens 44' Ippel 83' |

| Amsterdam ArenA, Amszterdam Nézőszám: 50.455 Játékvezető: Björn Kuipers (holland) |

| 16. forduló 2014. december 14. 12:30 |

| AFC Ajax                             | 3 – 1               | FC Utrecht                    |
| ------------------------------------ | ------------------- | ----------------------------- |
| Serero 16' Klaassen 20' El Ghazi 65' | (2 – 1) Jegyzőkönyv | Rubin 35' Oar 40' Janssen 89' |

| Amsterdam ArenA, Amszterdam Nézőszám: 48.007 Játékvezető: Pol van Boekel (holland) |

| 17. forduló 2014. december 21. 14:30 |

| Excelsior  | 0 – 2               | AFC Ajax                                                |
| ---------- | ------------------- | ------------------------------------------------------- |
| Aussar 35' | (0 – 0) Jegyzőkönyv | Van der Hoorn 83' Zivkovic 88' Van Rhijn 75' Serero 87' |

| Woudestein, Rotterdam Nézőszám: 3.600 Játékvezető: Tom van Sichem (holland) |

| 18. forduló 2015. január 16. 20:00 |

| AFC Ajax                         | 2 – 0               | FC Groningen |
| -------------------------------- | ------------------- | ------------ |
| Kishna 15' Kappelhof 90' (öngól) | (1 – 0) Jegyzőkönyv | Hateboer 81' |

| Amsterdam ArenA, Amszterdam Nézőszám: 50.441 Játékvezető: Reinold Wiedemeijer (holland) |

| 19. forduló 2015. január 25. 12:30 |

| AFC Ajax | 0 – 0               | Feyenoord               |
| -------- | ------------------- | ----------------------- |
|          | (0 – 0) Jegyzőkönyv | Kongolo 66' Boëtius 72' |

| Amsterdam ArenA, Amszterdam Nézőszám: 52.472 Játékvezető: Bas Nijhuis (holland) |

| 20. forduló 2015. február 1. 14:30 |

| Vitesse Arnhem        | 1 – 0               | AFC Ajax                            |
| --------------------- | ------------------- | ----------------------------------- |
| Đurđević 85' Diks 75' | (0 – 0) Jegyzőkönyv | Klaassen 57' Milik 60' El Ghazi 90' |

| GelreDome, Arnhem Nézőszám: 20.384 Játékvezető: Pieter Vink (holland) |

| 21. forduló 2015. február 5. 20:45 |

| AFC Ajax      | 0 – 1               | AZ Alkmaar                  |
| ------------- | ------------------- | --------------------------- |
| Moisander 61′ | (0 – 0) Jegyzőkönyv | Jóhannsson 76' Berghuis 43' |

| Amsterdam ArenA, Amszterdam Nézőszám: 47.724 Játékvezető: Pol van Boekel (holland) |

| 22. forduló 2015. február 8. 14:30 |

| Go Ahead Eagles                 | 1 – 2               | AFC Ajax                                                                |
| ------------------------------- | ------------------- | ----------------------------------------------------------------------- |
| Overgoor 76' Duits 44' Plet 62' | (0 – 1) Jegyzőkönyv | El Ghazi 24' Verhoek 88' (öngól) Bazoer 51' Boilesen 55' Sinkgraven 90' |

| De Adelaarshorst, Deventer Nézőszám: 8.004 Játékvezető: Björn Kuipers (holland) |

| 23. forduló 2015. február 15. 16:45 |

| AFC Ajax                                | 4 – 2               | Twente Enschede                   |
| --------------------------------------- | ------------------- | --------------------------------- |
| Viergever 11' Bazoer 15' Kishna 68' 75' | (2 – 1) Jegyzőkönyv | Corona 6' Ziyech 50' Bjelland 39' |

| Amsterdam ArenA, Amszterdam Nézőszám: 49.874 Játékvezető: Serdar Gözübüyük (holland) |

| 24. forduló 2015. február 22. 14:30 |

| Willem Tilburg   | 1 – 1               | AFC Ajax                                              |
| ---------------- | ------------------- | ----------------------------------------------------- |
| Ali Messaoud 52' | (0 – 1) Jegyzőkönyv | Milik 37' 90' El Ghazi 35' Klaassen 57' Viergever 73' |

| Koning Willem II Stadion, Tilburg Nézőszám: 14.500 Játékvezető: Kevin Blom (holland) |

| 25. forduló 2015. március 1. 16:45 |

| PSV Eindhoven         | 1 – 3               | AFC Ajax                                             |
| --------------------- | ------------------- | ---------------------------------------------------- |
| De Jong 77' Arias 90' | (0 – 1) Jegyzőkönyv | Kishna 30' Schöne 83' El Ghazi 90' 72' Viergever 45' |

| Philips stadion, Eindhoven Nézőszám: 35.000 Játékvezető: Danny Makkelie (holland) |

| 26. forduló 2015. március 8. 14:30 |

| AFC Ajax                   | 1 – 0               | Excelsior |
| -------------------------- | ------------------- | --------- |
| El Ghazi 83' Viergever 59' | (0 – 0) Jegyzőkönyv |           |

| Amsterdam ArenA, Amszterdam Nézőszám: 39.943 Játékvezető: Dennis Higler (holland) |

| 27. forduló 2015. március 15. 14:30 |

| SC Heerenveen                                               | 1 – 4               | AFC Ajax                              |
| ----------------------------------------------------------- | ------------------- | ------------------------------------- |
| Veltman 35' (öngól) Van Aken 63' Van Anholt 78′ Veerman 90' | (1 – 3) Jegyzőkönyv | Milik 6' 67' Klaassen 11' Veltman 38' |

| Abe Lenstra Stadion, Heerenveen Nézőszám: 27.224 Játékvezető: Bas Nijhuis (holland) |

| 28. forduló 2015. március 22. 16:45 |

| AFC Ajax                          | 1 – 0               | ADO Den Haag                             |
| --------------------------------- | ------------------- | ---------------------------------------- |
| Klaassen 80' Serero 55' Milik 84' | (0 – 0) Jegyzőkönyv | Derijck 32' Yakovenko 45' Van Duinen 80' |

| Amsterdam ArenA, Amszterdam Nézőszám: 49.743 Játékvezető: Richard Liesveld (holland) |

| 29. forduló 2015. április 5. 12:30 |

| FC Utrecht                          | 1 – 1               | AFC Ajax                                   |
| ----------------------------------- | ------------------- | ------------------------------------------ |
| Markiet 85' Diemers 53' Leeuwin 87′ | (0 – 0) Jegyzőkönyv | Leeuwin 51' (öngól) Bazoer 65' Veltman 79' |

| Nieuw Galgenwaard, Utrecht Nézőszám: 19.000 Játékvezető: Pol van Boekel (holland) |

| 30. forduló 2015. április 11. 20:45 |

| Heracles Almelo | 0 – 2               | AFC Ajax                     |
| --------------- | ------------------- | ---------------------------- |
|                 | (0 – 1) Jegyzőkönyv | Sigthórsson 45' Andersen 86' |

| Polman Stadion, Almelo Nézőszám: 8.431 Játékvezető: Kevin Blom (holland) |

| 31. forduló 2015. április 19. 14:30 |

| AFC Ajax | 0 – 0               | NAC Breda                |
| -------- | ------------------- | ------------------------ |
|          | (0 – 0) Jegyzőkönyv | Rouwelaar 70' Swerts 90′ |

| Amsterdam ArenA, Amszterdam Nézőszám: 51.596 Játékvezető: Björn Kuipers (holland) |

| 32. forduló 2015. április 26. 14:30 |

| PEC Zwolle   | 1 – 1               | AFC Ajax                                 |
| ------------ | ------------------- | ---------------------------------------- |
| Drost 48' 6' | (0 – 0) Jegyzőkönyv | Sigthórsson 89' Andersen 33' Veltman 40' |

| IJsseldeltastadion, Zwolle Nézőszám: 12.500 Játékvezető: Eric Braamhaar (holland) |

| 33. forduló 2015. május 10. 14:30 |

| AFC Ajax                   | 3 – 0               | SC Cambuur                               |
| -------------------------- | ------------------- | ---------------------------------------- |
| Fischer 57' 62' Schöne 83' | (0 – 0) Jegyzőkönyv | De Ridder 21' El Makrini 33' Pereira 82' |

| Amsterdam ArenA, Amszterdam Nézőszám: 51.140 Játékvezető: Jochem Kamphuis (holland) |

| 34. forduló 2015. május 17. 14:30 |

| FC Dordrecht                          | 2 – 1               | AFC Ajax                  |
| ------------------------------------- | ------------------- | ------------------------- |
| Klaiber 70' Van Haaren 90' Haddad 82' | (0 – 0) Jegyzőkönyv | Fischer 57' Riedewald 89' |

| Riwal Hoogwerkers Stadion, Dordrecht Nézőszám: 4.103 Játékvezető: Pol van Boekel (holland) |

- A 2014/2015-ös Eredivisie első 8 helyezettje

| H  | Csapat                   | M  | Gy | D  | V  | GA    | Gk  | Pt | 2015/16-os kupaindulás |
| -- | ------------------------ | -- | -- | -- | -- | ----- | --- | -- | ---------------------- |
| 1. | PSV Eindhoven            | 34 | 29 | 1  | 4  | 92:31 | +61 | 88 | BL-csoportkör          |
| 2. | AFC Ajax                 | 34 | 21 | 8  | 5  | 69:29 | +40 | 71 | BL 3.selejtezőkör      |
| 3. | AZ Alkmaar               | 34 | 19 | 5  | 10 | 63:56 | +7  | 62 | EL-rájátszás           |
| 4. | Feyenoord                | 34 | 17 | 8  | 9  | 56:39 | +17 | 59 | Play Off EL-heyért     |
| 5. | Vitesse Arnhem           | 34 | 16 | 10 | 8  | 66:43 | +23 | 58 | Play Off EL-heyért     |
| 6. | PEC Zwolle               | 34 | 16 | 5  | 13 | 59:43 | +16 | 53 | Play Off EL-heyért     |
| 7. | SC Heerenveen            | 34 | 13 | 11 | 10 | 53:46 | +7  | 50 | Play Off EL-heyért     |
| 8. | FC Groningen Kupagyőztes | 34 | 11 | 13 | 10 | 49:53 | -4  | 46 | EL - csoportkör        |

#### Bajnoki statisztika
| Fordulók                        | 1  | 2  | 3  | 4  | 5  | 6  | 7  | 8  | 9  | 10 | 11 | 12 | 13 | 14 | 15 | 16 | 17 | 18 | 19 | 20 | 21 | 22 | 23 | 24 | 25 | 26 | 27 | 28 | 29 | 30 | 31 | 32 | 33 | 34 | Összesen |
| ------------------------------- | -- | -- | -- | -- | -- | -- | -- | -- | -- | -- | -- | -- | -- | -- | -- | -- | -- | -- | -- | -- | -- | -- | -- | -- | -- | -- | -- | -- | -- | -- | -- | -- | -- | -- | -------- |
| Fordulónként megszerzett pontok | 3  | 3  | 3  | 0  | 3  | 3  | 3  | 1  | 1  | 3  | 3  | 3  | 3  | 1  | 3  | 3  | 3  | 3  | 1  | 0  | 0  | 3  | 3  | 1  | 3  | 3  | 3  | 3  | 1  | 3  | 1  | 1  | 3  | 0  | 71       |
| Összpontszám növekedése         | 3  | 6  | 6  | 6  | 9  | 12 | 15 | 16 | 17 | 20 | 23 | 26 | 29 | 30 | 33 | 36 | 39 | 42 | 43 | 43 | 43 | 46 | 49 | 50 | 53 | 56 | 59 | 62 | 63 | 66 | 67 | 68 | 71 | 71 | 71       |
| Helyezés a tabellán             | 1. | 2. | 3. | 7. | 5. | 2. | 2. | 2. | 2. | 2. | 2. | 2. | 2. | 2. | 2. | 2. | 2. | 2. | 2. | 2. | 2. | 2. | 2. | 2. | 2. | 2. | 2. | 2. | 2. | 2. | 2. | 2. | 2. | 2. | 2.       |
| Lőtt gólok fordulónként         | 4  | 3  | 1  | 0  | 2  | 1  | 5  | 0  | 1  | 3  | 4  | 4  | 4  | 1  | 5  | 3  | 2  | 2  | 0  | 0  | 0  | 2  | 4  | 1  | 3  | 1  | 4  | 1  | 1  | 2  | 0  | 1  | 3  | 1  | 69       |
| Kapott gólok fordulónként       | 1  | 1  | 3  | 2  | 1  | 0  | 2  | 0  | 1  | 1  | 0  | 2  | 1  | 1  | 0  | 1  | 0  | 0  | 0  | 1  | 1  | 1  | 2  | 1  | 1  | 0  | 1  | 0  | 1  | 0  | 0  | 1  | 0  | 2  | 29       |
| Sárga lapok fordulónként        | 2  | 3  | 0  | 1  | 2  | 1  | 1  | 2  | 1  | 0  | 0  | 0  | 1  | 2  | 0  | 0  | 2  | 0  | 0  | 3  | 0  | 3  | 0  | 4  | 2  | 1  | 0  | 2  | 2  | 0  | 0  | 2  | 0  | 1  | 38       |
| Piros lapok fordulónként        | 0  | 0  | 0  | 0  | 0  | 0  | 0  | 0  | 0  | 0  | 0  | 0  | 0  | 0  | 0  | 0  | 0  | 0  | 0  | 0  | 1  | 0  | 0  | 0  | 0  | 0  | 0  | 0  | 0  | 0  | 0  | 0  | 0  | 0  | 1        |

### Holland Kupa

#### 2. forduló
| 2014. szeptember 24. 18:30 |

| JOS Watergraafsmeer | 0 – 9               | AFC Ajax                                                        |
| ------------------- | ------------------- | --------------------------------------------------------------- |
|                     | (0 – 3) Jegyzőkönyv | Milik 22' 26' 62' 82' 87' 89' Andersen 24' Kishna 64' Menig 70' |

| Olimpiai Stadion, Amszterdam Nézőszám: 5.000 Játékvezető: Serdar Gözübüyük (holland) |

#### 3. forduló
| 2014. október 28. 18:30 |

| SV Urk     | 0 – 4               | AFC Ajax                              |
| ---------- | ------------------- | ------------------------------------- |
| Kramer 36' | (0 – 3) Jegyzőkönyv | Duarte 34' Milik 37' 40' Zivkovic 85' |

| Sportpark De Vormt, Urk Nézőszám: 4.000 Játékvezető: Edwin van de Graaf (holland) |

#### Nyolcaddöntó
| 2014. december 18. 20:45 |

| AFC Ajax | 0 – 4               | Vitesse Arnhem                                         |
| -------- | ------------------- | ------------------------------------------------------ |
|          | (0 – 2) Jegyzőkönyv | Traoré 22' 57' Labyad 45' Qazaishvili 60' Achenteh 67' |

| Amsterdam ArenA, Amszterdam Nézőszám: 35.835 Játékvezető: Bas Nijhuis (holland) |

### Bajnokok Ligája

#### Csoportkör
| 1. forduló 2014. szeptember 17. 20:45 |

| AFC Ajax                                                    | 1 – 1               | Paris Saint-Germain       |
| ----------------------------------------------------------- | ------------------- | ------------------------- |
| Schöne 74' Klaassen 30' Veltman 56' El Ghazi 68' Serero 69' | (0 – 1) Jegyzőkönyv | Cavani 14' Marquinhos 72' |

| Amsterdam ArenA, Amszterdam Nézőszám: 50.430 Játékvezető: Wolfgang Stark (német) |

| 2. forduló 2014. szeptember 30. 20:45 |

| APOEL Nicosia                                      | 1 – 1               | AFC Ajax                                                               |
| -------------------------------------------------- | ------------------- | ---------------------------------------------------------------------- |
| Manduca 31' (11-esből) Guilherme 81' Aloneftis 89' | (1 – 1) Jegyzőkönyv | Andersen 28' Moisander 36' Viergever 48' Cillessen 56' Sigthórsson 90' |

| Neo GSP, Nicosia Nézőszám: 17.190 Játékvezető: Milorad Mažić (szerb) |

| 3. forduló 2014. október 21. 20:45 |

| FC Barcelona                             | 3 – 1               | AFC Ajax                                            |
| ---------------------------------------- | ------------------- | --------------------------------------------------- |
| Neymar 7' Messi 24' Sandro 90' Pedro 80' | (2 – 0) Jegyzőkönyv | El Ghazi 88' Veltman 32' Van Rhijn 69' Riedwald 90' |

| Camp Nou, Barcelona Nézőszám: 79.357 Játékvezető: William Collum (skót) |

| 4. forduló 2014. november 5. 20:45 |

| AFC Ajax                              | 0 – 2               | FC Barcelona                                          |
| ------------------------------------- | ------------------- | ----------------------------------------------------- |
| El Ghazi 9' Moisander 40' Veltman 71′ | (0 – 1) Jegyzőkönyv | Messi 36' 76' Mascherano 8' Alba 42' Daniel Alves 45' |

| Amsterdam ArenA, Amszterdam Nézőszám: 52.117 Játékvezető: Pedro Proença (portugál) |

| 5. forduló 2014. november 25. 20:45 |

| Paris Saint-Germain                | 3 – 1               | AFC Ajax         |
| ---------------------------------- | ------------------- | ---------------- |
| Cavani 33' 83' Ibrahimović 78' 38' | (1 – 0) Jegyzőkönyv | Klaassen 67' 18' |

| Parc des Princes, Párizs Nézőszám: 46.130 Játékvezető: Matej Jug (szlovén) |

| 6. forduló 2014. december 10. 20:45 |

| AFC Ajax                                         | 4 – 0               | APOEL Nicosia               |
| ------------------------------------------------ | ------------------- | --------------------------- |
| Schöne 45' (11-esből) 50' Klaassen 53' Milik 74' | (1 – 0) Jegyzőkönyv | Antoniades 45' Vinicius 47' |

| Amsterdam ArenA, Amszterdam Nézőszám: 51.796 Játékvezető: Carlos Velasco Carballo (spanyol) |

- Az F-csoport végeredménye

| Csapat              | M | Gy | D | V | G+ | G– | Gk  | P  |
| ------------------- | - | -- | - | - | -- | -- | --- | -- |
| FC Barcelona        | 6 | 5  | 0 | 1 | 15 | 5  | +10 | 15 |
| Paris Saint-Germain | 6 | 4  | 1 | 1 | 10 | 7  | +3  | 13 |
| AFC Ajax            | 6 | 1  | 2 | 3 | 8  | 10 | –2  | 5  |
| APÓEL               | 6 | 0  | 1 | 5 | 1  | 12 | –11 | 1  |

### Európa Liga

#### 16-os döntő
| 2015. február 19. 21:05 |

| AFC Ajax             | 1 – 0               | Legia Varsó                |
| -------------------- | ------------------- | -------------------------- |
| Milik 35' Bazoer 45' | (1 – 0) Jegyzőkönyv | Jodłowiec 36' Vrdoljak 90' |

| Amsterdam ArenA, Amszterdam Nézőszám: 46.761 Játékvezető: Jonas Eriksson (svéd) |

| 2015. február 26. 19:00 |

| Legia Varsó                                                       | 0 – 3               | AFC Ajax                    |
| ----------------------------------------------------------------- | ------------------- | --------------------------- |
| Vrdoljak 18' Guilherme 21' Orlando Sá 24' Żyro 39' Rzeźniczak 62' | (0 – 3) Jegyzőkönyv | Milik 11' 42' Viergever 13' |

| Lengyel Hadsereg Stadion, Varsó Nézőszám: zártkapus mérkőzés Játékvezető: David Fernández Borbalán (spanyol) |

#### Nyolcaddöntő
| 2015. március 12. 19:00 |

| FK Dnyipro                                          | 1 – 0               | AFC Ajax                |
| --------------------------------------------------- | ------------------- | ----------------------- |
| Zozulya 30' 88' Fedetskiy 48' Rotan 51' Shakhov 89' | (1 – 0) Jegyzőkönyv | Boilesen 23' Bazoer 50' |

| Olimpiai Stadion, Kijev Nézőszám: 10.581 Játékvezető: Ivan Bebek (horvát) |

| 2015. március 19. 21:05 |

| AFC Ajax                                      | 2 – 1 (h.u.)        | FK Dnyipro                                                 |
| --------------------------------------------- | ------------------- | ---------------------------------------------------------- |
| Bazoer 60' Van der Hoorn 117' 120′ Kishna 70' | (0 – 0) Jegyzőkönyv | Konoplyanka 97' Matos 21' Bezus 80' Shakhov 87' Boyko 120' |

| Amsterdam ArenA, Amszterdam Nézőszám: 51.756 Játékvezető: Aleksey Kulbakov (fehérorosz) |

## Sajátnevelések első tétmérkőzése a felnőttcsapatban
A táblázatban azon fiatal játékosok szerepelnek akik az előző 3 évben az Ajax-akadémiáján képezték magukat és közben a fiatalcsapatokat (Ajax A1 vagy Jong Ajax) erősítették. Ebben a szezonban pedig bemutatkoztak a felnőttcsapatban már tétmérkőzésen is.
| Mez | Név              | Pozíció | Szezon | Előző klub | Debütálás tétmérkőzésen | Debütálás tétmérkőzésen        | Debütálás tétmérkőzésen | Debütálás tétmérkőzésen | Debütálás tétmérkőzésen |
| Mez | Név              | Pozíció | Szezon | Előző klub | Dátum                   | Első tétmérkőzés               | Mérkőzés tipusa         | Gól                     | Életkor                 |
| --- | ---------------- | ------- | ------ | ---------- | ----------------------- | ------------------------------ | ----------------------- | ----------------------- | ----------------------- |
| 34  | Queensy Menig    | SZT     | 1.     | Jong Ajax  | 2014. szept. 24.        | JOS Watergraafsmeer - Ajax 0:9 | Holland kupa            | 1                       | 19 év 36 nap            |
| 27  | Riechedly Bazoer | VKP     | 1.     | Jong Ajax  | 2014. okt. 28.          | SV Urk - Ajax 0:4              | Holland Kupa            | -                       | 18 év 16 nap            |
| 23  | Kenny Tete       | JH      | 1.     | Jong Ajax  | 2015. feb. 5.           | Ajax - AZ Alkmaar 0:1          | Eredivisie              | -                       | 19 év 119 nap           |

## Díjazottak

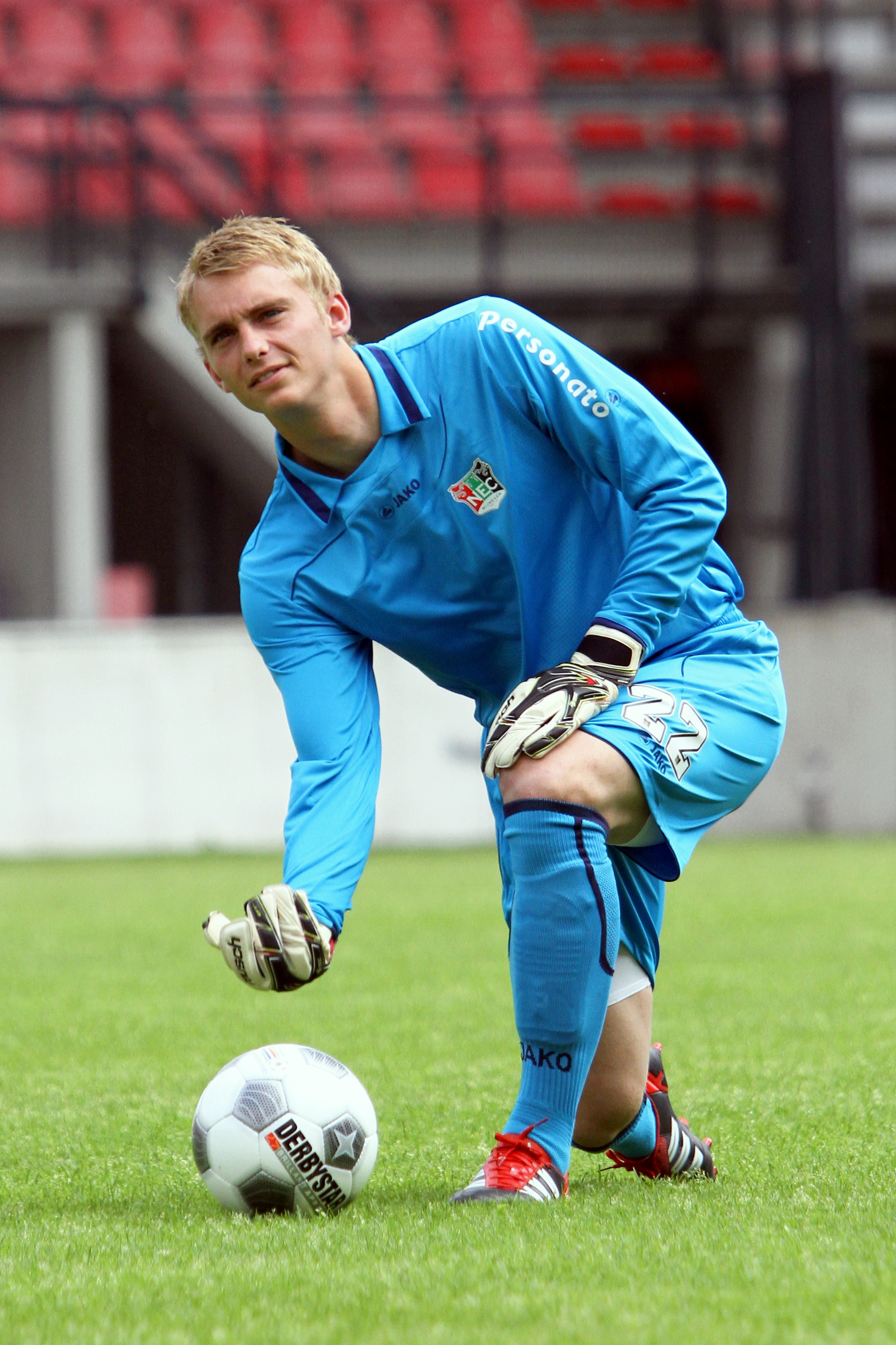
Jasper Cillessen, lett az Eredivisie "Legjobb kapusa", csapaton belül pedig az "Év Játékosa"

### Csapaton belül
Csapaton belül is kiosztották a díjakat, amiket már régóta kapnak a legjobb játékosok. A Rinus Michels-díjat - amit 1993 óta osztanak ki - a csapat kapusa, Cillessen kapta meg. Ő lett a harmadik kapus aki elnyerte ezt a trófeát. 
- Rinus Michels - díj (Év Játékosa):  Jasper Cillessen
- Marco van Basten - díj (Év Tehetsége):  Anwar El Ghazi
- Sjaak Swart - díj (Jövő Tehetsége):  Donny van de Beek

### Bajnokságban
Ebben a szezonban csupán egy Ajax-játékos érdemelte ki a bajnokság díját, amit a legjobbaknak adnak. Ez a játékos a csapat kapusa - Jasper Cillessen - lett, aki csapaton belül is díjazott lett.
- A szezon legjobb kapusa:  Jasper Cillessen

## Mérkőzés statisztika
Minden mérkőzés a rendes játékidőben elért eredmények alapján van besorolva, de a hosszabbításban lőtt gólok is be vannak írva. Ebben a szezonban egy olyan mérkőzése volt az Ajax-nak mely hosszabbítás után dőlt el.
| Tipus              | Mérkőzés | Győzelem | Döntetlen | Vereség | Lőtt gólok | Kapott gólok | Gólkülönbség |
| ------------------ | -------- | -------- | --------- | ------- | ---------- | ------------ | ------------ |
| Eredivisie         | 34       | 21       | 8         | 5       | 69         | 29           | +40          |
| Holland - kupa     | 3        | 2        | 0         | 1       | 13         | 4            | +9           |
| Holland Szuperkupa | 1        | 0        | 0         | 1       | 0          | 1            | -1           |
| BL - csoportkör    | 6        | 1        | 2         | 3       | 8          | 10           | -2           |
| EL                 | 4        | 2        | 1         | 1       | 6          | 2            | +4           |
| ÖSSZESEN           | 48       | 26       | 11        | 11      | 96         | 46           | +50          |

## Csapat statisztika
Íme néhány érdekes statisztikai adat, amelyek a szezonban lejátszott 48 tétmérkőzés alatt jöttek össze.
ÁLTALÁNOS
- KAPOTT GÓLOK NÉLKÜLI MÉRKŐZÉSEK SZÁMA: 17
- LEGNAGYOBB ARÁNYÚ GYŐZELEM: 0:9 JOS-Ajax (kupa)
- LEGNAGYOBB ARÁNYÚ VERESÉG: 0:4 Ajax-Vitesse (kupa)

SOROZATOK
- LEGHOSSZABB VERETLEN SOROZAT: 8 mérkőzés (2014 szeptember 13.-október 18. és 2015 március 15.-május 10.)
- LEGHOSSZABB GYŐZELMI SOROZAT: 3 mérkőzés (5 alkalommal)
- LEGHOSSZABB NYERETLEN SOROZAT: 4 mérkőzés (2014 szeptember 30.-október 21.)
- LEGHOSSZABB KAPOTT GÓL NÉLKÜLI SOROZAT: 3 mérkőzés (2014 december 21.-2015 január 25.)
- LEGHOSSZABB GÓLSZERZŐ SOROZAT: 7 mérkőzés (2014 november 9.-december 14. és 2015 február 8.-március 8.)
- LEGHOSSZABB RÚGOTT GÓL NÉLKÜLI SOROZAT: 3 mérkőzés (2015 január 25.-február 5.)

LEGTÖBB / LEGKEVESEBB
- LEGTÖBB GÓL EGY MÉRKŐZÉSEN: 0:9 JOS-Ajax (kupa)
- LEGTÖBB LŐTT GÓL EGY MÉRKŐZÉSEN: 0:9 JOS-Ajax (kupa)
- LEGTÖBB LAP EGY MÉRKŐZÉSEN: 4 (bajnoki: Willem-Ajax, BL: Ajax-PSG / APOEL-Ajax / Ajax-Barcelona)
- LEGTÖBB NÉZŐ HAZAI BAJNOKI MÉRKŐZÉSEN: 52.472 (Ajax-Feyenoord)
- LEGTÖBB NÉZŐ HAZAI TÉTMÉRKŐZÉSEN: 52.472 (bajnoki: Ajax-Feyenoord)
- LEGKEVESEBB NÉZŐ HAZAI BAJNOKI MÉRKŐZÉSEN: 47.408 (Ajax-Heracles)
- LEGKEVESEBB NÉZŐ HAZAI TÉTMÉRKŐZÉSEN: 35.835 (kupa: Ajax-Vitesse)

## Játékos statisztikák

### Góllövőlista
Az idei szezon legeredményesebb játékosa az Ajax-nál a lengyel középcsatár, Arkadiusz Milik lett. A bajnokságban és az egész szezont egybevéve is ő lett a csapaton belüli gólkirály. A második helyen a dán Lasse Schøne végzett, a dobogó alsó fokára pedig a hollandok fiatal - 20 éves - tehetsége Anwar El Ghazi került fel.
| No. | Játékos              | Bajnokság | Kupa            | Szuperkupa | Bajnokok Ligája | Európa Liga | ÖSSZESEN |   |   |    |
| --- | -------------------- | --------- | --------------- | ---------- | --------------- | ----------- | -------- | - | - | -- |
| No. | Játékos              | 01.       | Arkadiusz Milik | 11         | 8               | 0           | ÖSSZESEN | 1 | 3 | 23 |
| 02. | Lasse Schøne         | 8         | 0               | 0          | 3               | 0           | 11       |   |   |    |
| 03. | Anwar El Ghazi       | 9         | 0               | 0          | 1               | 0           | 10       |   |   |    |
| 04. | Davy Klaassen        | 7         | 0               | 0          | 2               | 0           | 9        |   |   |    |
| 05. | Kolbeinn Sigthórsson | 7         | 0               | 0          | 0               | 0           | 7        |   |   |    |
| 06. | Ricardo Kishna       | 5         | 1               | 0          | 0               | 0           | 6        |   |   |    |
| 07. | Lucas Andersen       | 2         | 1               | 0          | 1               | 0           | 4        |   |   |    |
| -   | Joël Veltman         | 4         | 0               | 0          | 0               | 0           | 4        |   |   |    |
| 09. | Nick Viergever       | 2         | 0               | 0          | 0               | 1           | 3        |   |   |    |
| -   | Mike van der Hoorn   | 2         | 0               | 0          | 0               | 1           | 3        |   |   |    |
| -   | Viktor Fischer       | 3         | 0               | 0          | 0               | 0           | 3        |   |   |    |
| 12. | Ricardo van Rhijn    | 2         | 0               | 0          | 0               | 0           | 2        |   |   |    |
| -   | Richairo Živković    | 1         | 1               | 0          | 0               | 0           | 2        |   |   |    |
| -   | Riechedly Bazoer     | 1         | 0               | 0          | 0               | 1           | 2        |   |   |    |
| -   | Lerin Duarte         | 1         | 1               | 0          | 0               | 0           | 2        |   |   |    |
| 16. | Queensy Menig        | 0         | 1               | 0          | 0               | 0           | 1        |   |   |    |
| -   | Thulani Serero       | 1         | 0               | 0          | 0               | 0           | 1        |   |   |    |

### Kanadai ponttáblázat
Íme az Ajax játékosainak elért teljesítménye a kanadai ponttáblázat alapján. Ezen táblázatban azokat a játékosokat (jelenlegi vagy volt játékosokat) lehet látni, akik legalább egy pontot szereztek tétmérkőzésen. Minden játékoshoz az Ajax-ban elért pontszám van leírva. Van aki ősszel még más csapatot erősített (Daley Sinkgraven) de az ott elért pontszámát nem számoltuk ide.
A csapat legértékesebb játékosa támadásokban a lengyel középcsatár, Arkadiusz Milik lett a maga 31 pontjával.
A rangsor a pontszám alapján állt össze. Azonos pontszám alapján az van előnyben aki a legtöbb gólt szerezte.
| No. | Játékos              | Bajnokság | Bajnokság | Kupa | Kupa     | Szuperkupa | Szuperkupa | Bajnokok Ligája | Bajnokok Ligája | Európa Liga | Európa Liga | PONTSZÁM (G+Gp) |
| No. | Játékos              | Gól       | Gólpassz  | Gól  | Gólpassz | Gól        | Gólpassz   | Gól             | Gólpassz        | Gól         | Gólpassz    | PONTSZÁM (G+Gp) |
| --- | -------------------- | --------- | --------- | ---- | -------- | ---------- | ---------- | --------------- | --------------- | ----------- | ----------- | --------------- |
| 01. | Arkadiusz Milik      | 11        | 4         | 8    | 2        | 0          | 0          | 1               | 2               | 3           | 0           | 31 (23+8)       |
| 02. | Lasse Schøne         | 8         | 10        | 0    | 0        | 0          | 0          | 3               | 0               | 0           | 0           | 21 (11+10)      |
| 03. | Davy Klaassen        | 7         | 9         | 0    | 1        | 0          | 0          | 2               | 1               | 0           | 0           | 20 (9+11)       |
| 04. | Anwar El Ghazi       | 9         | 8         | 0    | 1        | 0          | 0          | 1               | 0               | 0           | 0           | 19 (10+9)       |
| 05. | Ricardo Kishna       | 5         | 5         | 1    | 2        | 0          | 0          | 0               | 2               | 0           | 2           | 17 (6+11)       |
| 06. | Kolbeinn Sigthórsson | 7         | 2         | 0    | 0        | 0          | 0          | 0               | 0               | 0           | 0           | 9 (7+2)         |
| 07. | Lucas Andersen       | 2         | 3         | 1    | 0        | 0          | 0          | 1               | 0               | 0           | 0           | 7 (4+3)         |
| 08. | Joël Veltman         | 4         | 0         | 0    | 0        | 0          | 0          | 0               | 0               | 0           | 0           | 4 (4+0)         |
| 09. | Nick Viergever       | 2         | 0         | 0    | 1        | 0          | 0          | 0               | 0               | 1           | 0           | 4 (3+1)         |
| 10. | Daley Sinkgraven     | 0         | 4         | 0    | 0        | 0          | 0          | 0               | 0               | 0           | 0           | 4 (0+4)         |
| 11. | Mike van der Hoorn   | 2         | 0         | 0    | 0        | 0          | 0          | 0               | 0               | 1           | 0           | 3 (3+0)         |
| -   | Viktor Fischer       | 3         | 0         | 0    | 0        | 0          | 0          | 0               | 0               | 0           | 0           | 3 (3+0)         |
| 13. | Ricardo van Rhijn    | 2         | 1         | 0    | 0        | 0          | 0          | 0               | 0               | 0           | 0           | 3 (2+1)         |
| -   | Richairo Živković    | 1         | 1         | 1    | 0        | 0          | 0          | 0               | 0               | 0           | 0           | 3 (2+1)         |
| 15. | Nicolai Boilesen     | 0         | 3         | 0    | 0        | 0          | 0          | 0               | 0               | 0           | 0           | 3 (0+3)         |
| 16. | Riechedly Bazoer     | 1         | 0         | 0    | 0        | 0          | 0          | 0               | 0               | 1           | 0           | 2 (2+0)         |
| -   | Lerin Duarte         | 1         | 0         | 1    | 0        | 0          | 0          | 0               | 0               | 0           | 0           | 2 (2+0)         |
| 18. | Queensy Menig        | 0         | 0         | 1    | 1        | 0          | 0          | 0               | 0               | 0           | 0           | 2 (1+1)         |
| 19. | Thulani Serero       | 1         | 0         | 0    | 0        | 0          | 0          | 0               | 0               | 0           | 0           | 1 (1+0)         |
| 20. | Daley Blind          | 0         | 1         | 0    | 0        | 0          | 0          | 0               | 0               | 0           | 0           | 1 (0+1)         |
| -   | Jasper Cillessen     | 0         | 0         | 0    | 0        | 0          | 0          | 0               | 0               | 0           | 1           | 1 (0+1)         |

### Lapok
| SÁRGA LAPOK | SÁRGA LAPOK          | SÁRGA LAPOK | SÁRGA LAPOK | SÁRGA LAPOK | SÁRGA LAPOK | SÁRGA LAPOK     | SÁRGA LAPOK |
| No.         | Játékos neve         | ÖSSZESEN    | Eredivisie  | Kupa        | Szuperkupa  | Bajnokok Ligája | Európa Liga |
| ----------- | -------------------- | ----------- | ----------- | ----------- | ----------- | --------------- | ----------- |
| 01.         | Joël Veltman         | 7           | 3           | 0           | 0           | 4               | 0           |
| 02.         | Nick Viergever       | 6           | 5           | 0           | 0           | 1               | 0           |
| -           | Davy Klaassen        | 6           | 4           | 0           | 0           | 2               | 0           |
| 04.         | Anwar El Ghazi       | 5           | 3           | 0           | 0           | 2               | 0           |
| 05.         | Arkadiusz Milik      | 4           | 4           | 0           | 0           | 0               | 0           |
| -           | Daley Sinkgraven     | 4           | 4           | 0           | 0           | 0               | 0           |
| -           | Riechedly Bazoer     | 4           | 2           | 0           | 0           | 0               | 2           |
| -           | Niklas Moisander     | 4           | 1           | 0           | 1           | 2               | 0           |
| 09.         | Nicolai Boilesen     | 3           | 2           | 0           | 0           | 0               | 1           |
| -           | Thulani Serero       | 3           | 2           | 0           | 0           | 1               | 0           |
| 11.         | Lucas Andersen       | 2           | 2           | 0           | 0           | 0               | 0           |
| -           | Jairo Riedewald      | 2           | 1           | 0           | 0           | 1               | 0           |
| -           | Kolbeinn Sigthórsson | 2           | 1           | 0           | 0           | 1               | 0           |
| -           | Ricardo Kishna       | 2           | 1           | 0           | 0           | 0               | 1           |
| -           | Ricardo van Rhijn    | 2           | 1           | 0           | 0           | 1               | 0           |
| 16.         | Jasper Cillessen     | 1           | 0           | 0           | 0           | 1               | 0           |
| -           | Niki Zimling         | 1           | 1           | 0           | 0           | 0               | 0           |
| -           | Mike van der Hoorn   | 1           | 1           | 0           | 0           | 0               | 0           |
| -           | Ruben Ligeon         | 1           | 1           | 0           | 0           | 0               | 0           |
| -           | Lerin Duarte         | 1           | 1           | 0           | 0           | 0               | 0           |

| PIROS LAPOK | PIROS LAPOK        | PIROS LAPOK | PIROS LAPOK | PIROS LAPOK | PIROS LAPOK | PIROS LAPOK     | PIROS LAPOK |
| No.         | Játékos neve       | ÖSSZESEN    | Eredivisie  | Kupa        | Szuperkupa  | Bajnokok Ligája | Európa Liga |
| ----------- | ------------------ | ----------- | ----------- | ----------- | ----------- | --------------- | ----------- |
| 01.         | Niklas Moisander   | 1           | 1           | 0           | 0           | 0               | 0           |
| -           | Mike van der Hoorn | 1           | 0           | 0           | 0           | 0               | 1           |
| -           | Joël Veltman       | 1           | 0           | 0           | 0           | 1               | 0           |

MEGJEGYZÉS: A játékos aki egy mérkőzésen 2 sárga lap után kap pirosat, annak be van írva mind a három lap a táblázatba.

### Egy tétmérkőzésen legtöbb gólt szerző játékosok
A következő táblázatban a csapat azon játékosai szerepelnek akik az idei szezonban a legtöbb gólt - minimum 3-at - szerezték egy tétmérkőzésen.
Viszont ebben a szezonban csupán 2 játékosnak sikerült elérnie a mesterhármast egy mérkőzésen. Közülük is a legtöbb gólt a lengyel középcsatár, Arkadiusz Milik szerezte aki egy kupamérkőzésen hatszor volt eredményes. Ezzel az eredménnyel Milik felkerült a csapat örökranglistájának második helyére. A csapat története során ennél többször csupán két játékos - Piet van Reenen és Piet Strijbosch - szerzett több gólt egy mérkőzésen, mindketten 7-7 gólt lőttek.
| #  | Játékos             | Gólok | Dátum                | Mérkőzés tipusa  | Végeredmény                |
| -- | ------------------- | ----- | -------------------- | ---------------- | -------------------------- |
| 1. | Arkadiusz Milik     | 6     | 2014. szeptember 24. | Holland-kupa     | Watergraafsmeer - Ajax 0:9 |
| 2. | Kolbeinn Sigþórsson | 3     | 2014. szeptember 27. | Bajnoki mérkőzés | NAC Breda - Ajax 2:5       |

### Idei büntetők
A következő táblázat a csapat idei büntetőit mutatja meg, amiket tétmérkőzéseken lőttek. A büntetők sorrendje a dátum szerint van megadva.
| #  | Játékos             | Büntető  | Dátum                | Mérkőzés tipusa  | Végeredmény              |
| -- | ------------------- | -------- | -------------------- | ---------------- | ------------------------ |
| 1. | Kolbeinn Sigþórsson | KIHAGYVA | 2014. szeptember 27. | Eredivisie (7.)  | NAC Breda - Ajax 2ː5     |
| 2. | Arkadiusz Milik     | GÓL      | 2014. november 22.   | Eredivisie (13.) | Ajax - SC Heerenveen 4ː1 |
| 3. | Lasse Schöne        | GÓL      | 2014. december 12.   | BL-csoportkör    | Ajax - APOEL Nicosia 4ː0 |

## Érdekességek és jubileumok
- December 10-én az APOEL Nicosia ellen megnyert BL-mérkőzésen Davy Klaassen lőtte be az európai kupasorozatok történetének (BL, EL, KEK,...) 55 555. gólját[12]
- A december 14-én az FC Utrecht elleni győzelem lett az Ajax 1300. Eredivisie-győzelme[13]
- Az idei bajnokság 17. fordulójával véget ért a csapat 2014-es éve. A tavalyi (2013/2014) szezon tavaszi felében és az idei szezon őszi felében lejátszott bajnoki mérkőzések alapján az Ajax-nak 12 év után most (2014-ben) sikerült legjobban teljesíteniük egy naptári éven belül. A két félszezonban nyújtott eredményeket összeadva a 2014-ben lejátszott 33 bajnoki mérkőzés alatti teljesítményük a következő lett: 21 győzelem - 10 döntetlen - 2 vereség, a gólarányuk pedig 71:28
- Az idei szezon első 17 meccsén összesen 39 pontot szerzett az Ajax. Az első 17 fordulóban ennyi pontot az utolsó 10 évben egyszer sem szereztek.
- Kicsivel több mint 34 év után, tudott ismét nyerni az AZ Alkmaar az Ajax ellen Amszterdamban. Az Eredivisie idei 21. fordulójában 0:1-re győzött az AZ Alkmaar, utoljára pedig 1980. október 19-én tudtak nyerni 1:2-re
- Az idei bajnokság 23. fordulójában a Twente Enschede ellen 4:2-re megnyert mérkőzésen, az Ajax megszerezte 5 000. gólját az Eredivisie-ben. A gólt a fiatal holland szélső Ricardo Kishna szerezte csapata negyedik góljaként ezen a mérkőzésen. Ezzel az Ajax lett az első csapat az Eredivisie-ben aki elérte az ötezres határt.[14]
- A 25. fordulóban az Ajax és a PSV Eindhoven lejátszották egymás ellen történetük során a 150. tétmérkőzést (De Topper).
- A 30. fordulóban, a Heracles Almelo elleni mérkőzésen az Ajax megszerezte története 2 000. idegenbeli gólját az Eredivisie-ben. Ezt a gólt a fiatal dán támadó, Lucas Andersen szerezte.[15]
- A 2009/2010-es szezon óta érte el először egy Ajax-játékos a 20 gólt az egész szezonban. Akkor Luis Suárez lőtt 49 gólt, most pedig a lengyel középcsatár, Arkadiusz Milik szerzett 23 gólt.
- Az idei szezon folyamán az Ajax 6 játékosa nyerte el a "századosi" rangot csapaton belül. Lasse Schøne, Kolbeinn Sigþórsson, Niklas Moisander és Thulani Serero a tétmérkőzéseken érték el, míg Daley Blind és Ricardo van Rhijn az Eredivisie-mérkőzéseken érték el a 100-as határt.